# Eparchia di Tara

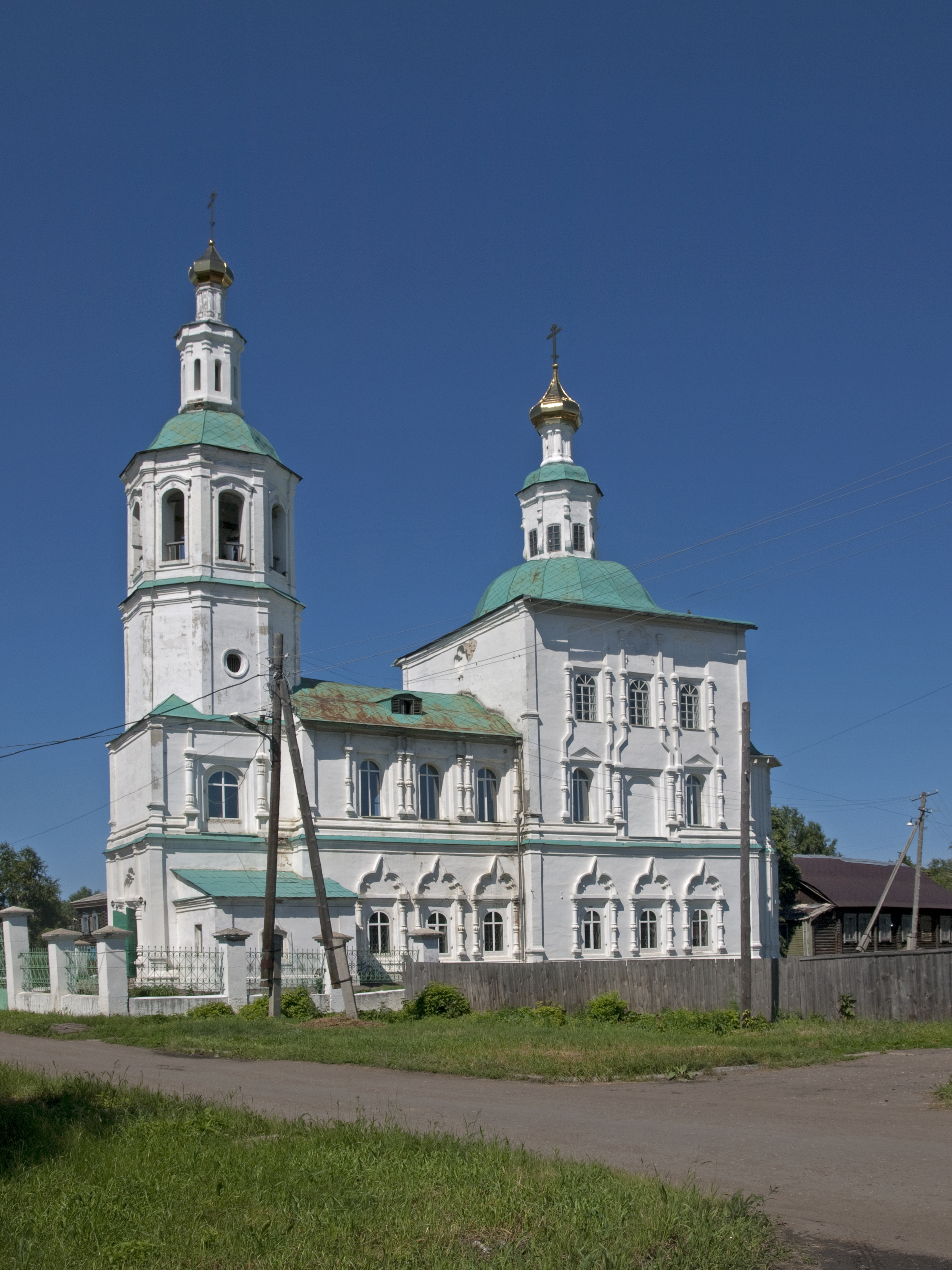
La cattedrale della Trasfigurazione a Tara.

L'eparchia di Tara (in russo Тарская епархия?) è una diocesi della Chiesa ortodossa russa, appartenente alla metropolia di Omsk.

## Territorio
L'eparchia comprende la città di Tara e i rajon Bol'šerečenskij, Bol'šeukovskij, Znamenskij, Kolosovskij, Krutinskij, Tarskij, Tavričeskij, Tjukalinskij, Sargatskij e Ust'-Išimskij nell'oblast' di Omsk nel circondario federale della Siberia.
Sede eparchiale è la città di Tara, dove si trova la cattedrale della Trasfigurazione.
L'eparca ha il titolo ufficiale di «eparca di Tara e di Tjukalinsk».

## Storia
L'eparchia è stata eretta dal Santo Sinodo della Chiesa ortodossa russa il 6 giugno 2012, ricavandone il territorio dall'eparchia di Omsk, e contestualmente è entrata a far parte della metropolia di Omsk.